# Списак премијера Италије
Премијер Италије је на челу Савета министара, који има ефективну извршну власт у италијанској влади. Први носилац функције био је Камило Бенсо ди Кавур, који је положио заклетву 23. марта 1861. након уједињења Италије. Кавур је раније био премијер Краљевине Сардиније, функције са које је италијански премијер преузео већину својих овлашћења и дужности. Током периода монархије, премијере је именовао краљ Италије, као што је наведено у Албертинском статуту. Од 1925. до пада његовог режима 1943. године, фашистички диктатор Бенито Мусолини је формално модификовао титулу у „шеф владе, премијер и државни секретар“. Од 1861. до 1946. године, 30 мушкараца је служило као премијери, водећи укупно 65 влада.
Најдужи премијер у историји Италије био је Бенито Мусолини, који је владао земљом од 1922. до 1943.;Најдужи премијер италијанске Републике је Силвио Берлускони, који је на тој функцији био више од девет година између 1994. и 2011. године. Најкраћи стаж био је Томазо Титони, који је био премијер само 16 дана 1905, док је премијер италијанске републике са најкраћим стажом био Фернандо Тамброни, који је владао 123 дана 1960. године.

## Премијери Италије

### Премијери Италијанске републике (1946-тренутно)
| Потрет             | Име (Рођен–Умро)              | Мандат             | Мандат             | Мандат             | Партија                            | Реф.                                      |
| Потрет             | Име (Рођен–Умро)              | Почетак            | Крај               | Трајање функције   | Партија                            | Реф.                                      |
| ------------------ | ----------------------------- | ------------------ | ------------------ | ------------------ | ---------------------------------- | ----------------------------------------- |
| Alcide De Gasperi  | Алчиде Де Гаспери (1881–1954) | 13. јул 1946.      | 17. август 1953.   | 7 година, 35 дана  | Хришћанска демократија             | [ 1 ] [ 2 ] [ 3 ] [ 4 ] [ 5 ] [ 6 ] [ 7 ] |
| Giuseppe Pella     | Ђузепе Пела (1902–1981)       | 17. август 1953.   | 19. август 1954.   | 155 дана           | Хришћанска демократија             | [ 8 ]                                     |
| Amintore Fanfani   | Аминторе Фанфани (1908–1999)  | 19. август 1954.   | 10. фебруар 1954.  | 22 дана            | Хришћанска демократија             | [ 9 ]                                     |
| Mario Scelba       | Марио Скелба (1901–1991)      | 10. фебруар 1954.  | 6. јул 1955.       | 1 година, 146 дана | Хришћанска демократија             | [ 10 ]                                    |
| Antonio Segni      | Антонио Сењи (1891–1972)      | 6. јул 1955.       | 20. мај 1957.      | 1 година, 318 дана | Хришћанска демократија             | [ 11 ]                                    |
| Adone Zoli         | Адоне Золи (1887–1960)        | 20. мај 1957.      | 2. јул 1958.       | 1 година, 43 дана  | Хришћанска демократија             | [ 12 ]                                    |
| Amintore Fanfani   | Аминторе Фанфани (1908–1999)  | 2. јул 1958.       | 16. фебруар 1959.  | 229 дана           | Хришћанска демократија             | [ 13 ]                                    |
| Antonio Segni      | Антонио Сењи (1891–1972)      | 16. фебруар 1959.  | 26. март 1960.     | 1 година, 39 дана  | Хришћанска демократија             | [ 14 ]                                    |
| Fernando Tambroni  | Фернандо Тамброни (1901–1963) | 26. март 1960.     | 27. јул 1960.      | 123 дана           | Хришћанска демократија             | [ 15 ]                                    |
| Amintore Fanfani   | Аминторе Фанфани (1908–1999)  | 27. јул 1960.      | 22. јун 1963.      | 2 године, 330 дана | Хришћанска демократија             | [ 16 ] [ 17 ]                             |
| Giovanni Leone     | Ђовани Леоне (1908–2001)      | 22. јун 1963.      | 5. децембар 1963.  | 166 дана           | Хришћанска демократија             | [ 18 ]                                    |
| Aldo Moro          | Алдо Моро (1916–1978)         | 5. децембар 1963.  | 25. јун 1968.      | 4 године, 203 дана | Хришћанска демократија             | [ 19 ] [ 20 ] [ 21 ]                      |
| Giovanni Leone     | Ђовани Леоне (1908–2001)      | 25. јун 1968.      | 13. децембар 1968. | 171 дан            | Хришћанска демократија             | [ 22 ]                                    |
| Mariano Rumor      | Мариано Румор (1915–1990)     | 13. децембар 1968. | 6. август 1970.    | 1 година, 236 дана | Хришћанска демократија             | [ 23 ] [ 24 ] [ 25 ]                      |
| Emilio Colombo     | Емилио Коломбо (1920–2013)    | 6. август 1970.    | 18. фебруар 1972.  | 1 година, 196 дана | Хришћанска демократија             | [ 26 ]                                    |
| Giulio Andreotti   | Ђулио Андреоти (1919–2013)    | 18. фебруар 1972.  | 8. јул 1973.       | 1 година, 140 дана | Хришћанска демократија             | [ 27 ] [ 28 ]                             |
| Mariano Rumor      | Мариано Румор (1915–1990)     | 8. јул 1973.       | 23. новембар 1974. | 1 година, 138 дана | Хришћанска демократија             | [ 29 ] [ 30 ]                             |
| Aldo Moro          | Алдо Моро (1916–1978)         | 23. новембар 1974. | 30. јул 1976.      | 1 година, 250 дана | Хришћанска демократија             | [ 31 ] [ 32 ]                             |
| Giulio Andreotti   | Ђулио Андреоти (1919–2013)    | 30. јул 1976.      | 5. август 1979.    | 3 године, 6 дана   | Хришћанска демократија             | [ 33 ] [ 34 ] [ 35 ]                      |
| Francesco Cossiga  | Франческо Косига (1928–2010)  | 5. август 1979.    | 18. октобар 1980.  | 1 година, 74 дана  | Хришћанска демократија             | [ 36 ] [ 37 ]                             |
| Arnaldo Forlani    | Арналдо Форлани (рођен 1925)  | 18. октобар 1980.  | 28. јун 1981.      | 253 дана           | Хришћанска демократија             | [ 38 ]                                    |
| Giovanni Spadolini | Ђовани Спадолини (1925–1994)  | 28. јун 1981.      | 1. децембар 1982.  | 1 година, 156 дана | Италијанска републиканска партија  | [ 39 ] [ 40 ]                             |
| Amintore Fanfani   | Аминторе Фанфани (1908–1999)  | 1. децембар 1982.  | 4. август 1983.    | 246 дана           | Хришћанска демократија             | [ 41 ]                                    |
| Bettino Craxi      | Бетино Кракси (1934–2000)     | 4. август 1983.    | 18. април 1987.    | 3 године, 257 дана | Италијанска социјалистичка партија | [ 42 ] [ 43 ]                             |
| Amintore Fanfani   | Аминторе Фанфани (1908–1999)  | 18. април 1987.    | 29. јул 1987.      | 102 дана           | Хришћанска демократија             | [ 17 ]                                    |
| Giovanni Goria     | Ђовани Горија (1943–1994)     | 29. јул 1987.      | 13. април 1988.    | 259 дана           | Хришћанска демократија             | [ 44 ]                                    |
| Ciriaco De Mita    | Кирнијак де Мита (1928–2022)  | 13. април 1988.    | 23. јул 1989.      | 1 година, 101 дан  | Хришћанска демократија             | [ 45 ]                                    |
| Giulio Andreotti   | Ђулио Андреоти (1919–2013)    | 23. јул 1989.      | 28. јун 1992.      | 2 године, 341 дан  | Хришћанска демократија             | [ 46 ] [ 47 ]                             |
| Giuliano Amato     | Ђулијано Амато (рођен 1938)   | 28. јун 1992.      | 28. април 1993.    | 304 дана           | Италијанска социјалистичка партија | [ 48 ]                                    |
| Giuliano Amato     | Карло Ацељо Чампи (1920–2016) | 28. април 1993.    | 11. мај 1994.      | 1 година, 13 дана  | Независан                          | [ 49 ]                                    |
| Silvio Berlusconi  | Силвио Берлускони (1936–2023) | 11. мај 1994.      | 17. јануар 1995.   | 251 дан            | Напред Италијо                     | [ 50 ]                                    |
| Lamberto Dini      | Ламберто Дини (рођен 1931)    | 17. јануар 1995.   | 18. мај 1996.      | 1 година, 122 дана | Независан                          | [ 51 ]                                    |
| Romano Prodi       | Романо Проди (рођен 1939)     | 18. мај 1996.      | 21. октобар 1998.  | 2 године, 156 дана | Независан                          | [ 52 ]                                    |
| Massimo D'Alema    | Масимо Д'Алема (рођен 1949)   | 21. октобар 1998.  | 26. април 2000.    | 1 година, 188 дана | Демократе левице                   | [ 53 ] [ 54 ]                             |
| Giuliano Amato     | Ђулијано Амато (рођен 1938)   | 26. април 2000.    | 11. јун 2001.      | 1 година, 46 дана  | Независан                          | [ 55 ]                                    |
| Silvio Berlusconi  | Силвио Берлускони (1936–2023) | 11. јун 2001.      | 17. мај 2006.      | 4 године, 340 дана | Напред Италијо                     | [ 56 ] [ 57 ]                             |
| Romano Prodi       | Романо Проди (рођен 1939)     | 17. мај 2006.      | 8. мај 2008.       | 1 година, 357 дана | Демократска партија                | [ 58 ]                                    |
| Silvio Berlusconi  | Силвио Берлускони (1936–2023) | 8. мај 2008.       | 16. новембар 2011. | 3 године, 192 дана | Народ слободе                      | [ 59 ]                                    |
| Mario Monti        | Марио Монти (рођен 1943)      | 16. новембар 2011. | 28. април 2013.    | 1 година, 163 дана | Независан                          | [ 60 ]                                    |
| Enrico Letta       | Енрико Лета (рођен 1966)      | 28. април 2013.    | 22. фебруар 2014.  | 300 дана           | Демократска партија                | [ 61 ]                                    |
| Matteo Renzi       | Матео Ренци (рођен 1975)      | 22. фебруар 2014.  | 12. децембар 2016. | 2 године, 294 дана | Демократска партија                | [ 62 ]                                    |
| Paolo Gentiloni    | Паоло Ђентилони (рођен 1954)  | 12. децембар 2016. | 1. јун 2018.       | 1 година, 171 дан  | Демократска партија                | [ 63 ]                                    |
| Giuseppe Conte     | Ђузепе Конте (рођен 1964)     | 1. јун 2018.       | 13. фебруар 2021.  | 2 године, 257 дана | Независан                          | [ 64 ] [ 65 ]                             |
| Mario Draghi       | Марио Драги (рођен 1947)      | 13. фебруар 2021.  | 22. октобар 2022.  | 1 година, 251 дан  | Независан                          | [ 66 ]                                    |
|                    | Ђорђа Мелони (рођена 1977)    | 22. октобар 2022.  | Тренутно           | 2 године, 182 дана | Браћа Италије                      |                                           |

## Живи премијери
Живи премијери на дан 22. април 2025. (од најстаријег до најмлађег):
- Ламберто Дини
(1995−1996)
Рођен 1 март, 1931.
(94 године, 52 дана)
- Ђулијано Амато
(1992−1993, 2000−2001)
Рођен 13 мај, 1938.
(86 година, 344 дана)
- Романо Проди
(1996−1998, 2006−2008)
Рођен 9 август, 1939.
(85 година, 256 дана)
- Марио Монти
(2011−2013)
Рођен 19 март, 1943.
(82 године, 34 дана)
- Марио Драги
(2021−2022)
Рођен 3 септембар, 1947.
(77 година, 231 дан)
- Масимо Д’Алема
(1998−2000)
Рођен 20 април, 1949.
(76 година, 2 дана)
- Паоло Ђентилони
(2016−2018)
Рођен 2 новембар, 1954.
(70 година, 144 дана)
- Ђузепе Конте
(2018−2021)
Рођен 8 август, 1964.
(60 година, 257 дана)
- Енрико Лета
(2013−2014)
Рођен 20 август, 1966.
(58 година, 245 дана)
- Матео Ренци
(2014−2016)
Рођен 11 јануар, 1975.
(50 година, 101 дан)
- Ђорђа Мелони
(2022−тренутно)
Рођен 15 јануар, 1977.
(48 година, 97 дана)